# Vetrino portaoggetti

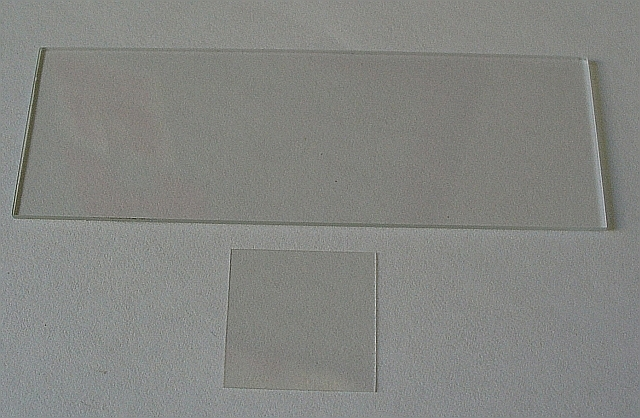
Un vetrino portaoggetti (in alto) e un vetrino coprioggetti

Il vetrino portaoggetti è una piccola lastra di vetro di dimensioni standard utilizzata in microscopia per collocarvici sopra il campione da osservare. Il campione viene ricoperto da un'altra piccola lastra, di plastica, o di vetro, chiamata vetrino coprioggetti.
Il campione è posto tra il vetrino portaoggetti ed il vetrino coprioggetti, che a loro volta possono essere sistemati sul tavolino portaoggetti del microscopio per l'osservazione.
- Nei preparati a fresco, in cui il campione è bagnato con una goccia d'acqua, il vetrino coprioggetti aderisce fermamente al campione e al vetrino portaoggetti grazie alla forza di tensione superficiale presente all'interfaccia delle due lastre. Quando l'acqua evapora si assiste ad una perdita di adesione;
- Durante l'osservazione previene il contatto tra l'obiettivo e il campione, evitando contaminazioni in tutti e due i sensi;
- Previene la contaminazione del campione da polvere o altri agenti esterni;
- Se viene incollato sul preparato previene l'essiccamento e l'ossidazione del campione.

## Storia
L'origine del concetto erano pezzi di avorio o osso, contenenti esemplari tenuti tra dischi di mica trasparente, che sarebbero scivolati nello spazio tra l'area in cui il campione da analizzare viene posizionato e l'obiettivo. Questi "cursori" erano popolari nell'Inghilterra vittoriana fino a quando la Royal Microscopical Society non introdusse il vetrino da microscopio in vetro standardizzato.

## Dimensioni e tipi

Dimensioni comuni dei vetrini da microscopio (in mm).

Un vetrino da microscopio standard misura circa 75 mm per 25 mm (3″ per 1″) e ha uno spessore di circa 1 mm. Una gamma di altre dimensioni è disponibile per vari scopi speciali, come 75 x 50 mm per uso geologico, 46 x 27 mm per studi petrografici e 48 x 28 mm per sezioni sottili. I vetrini sono generalmente realizzati in vetro comune e i loro bordi sono spesso finemente smerigliati o lucidati.
I vetrini per microscopio sono solitamente realizzati in vetro di qualità ottica, come vetro soda-calcico o vetro borosilicato, ma vengono utilizzate anche plastiche speciali. I vetrini al quarzo fuso vengono spesso utilizzati quando la trasparenza ultravioletta è importante, ad esempio nella microscopia a fluorescenza.
Sebbene i vetrini semplici siano i più comuni, esistono diversi tipi specializzati. Un vetrino con concavità o un vetrino a cavità ha una o più depressioni poco profonde ("pozzetti"), progettate per contenere oggetti leggermente più spessi e alcuni campioni come liquidi e colture di tessuti (la crescita di tessuti o cellule in un mezzo artificiale separato dall'organismo genitore). I vetrini possono avere angoli arrotondati per una maggiore sicurezza o robustezza, o un angolo tagliato da utilizzare con un morsetto per vetrini o una "tavola a croce", dove la guida è fissata da un braccio curvo caricato a molla che entra in contatto con un angolo. Se questo sistema fosse utilizzato con un vetrino che non incorpora questi angoli tagliati, gli angoli si scheggerebbero e il vetrino potrebbe frantumarsi.
Un vetrino a reticolo è contrassegnata da una griglia di linee (ad esempio una griglia da 1 mm) che consente di stimare facilmente le dimensioni degli oggetti visti sotto ingrandimento e fornisce aree di riferimento per il conteggio di oggetti minuti. A volte un quadrato della griglia sarà esso stesso suddiviso in una griglia più fine. I vetrini per applicazioni specializzate, come gli emocitometri per il conteggio cellulare, possono avere vari serbatoi, canali e barriere incisi o smerigliati sulla superficie superiore. Vari segni o maschere permanenti possono essere stampati, sabbiati o depositati sulla superficie dal produttore, solitamente con materiali inerti come il PTFE.
Alcuni vetrini hanno un'area smerigliata o smaltata a un'estremità, per l'etichettatura con una matita o una penna. I vetrini possono avere rivestimenti speciali applicati dal produttore, ad esempio per l'inerzia chimica o una maggiore adesione cellulare. Il rivestimento può avere una carica elettrica permanente per contenere campioni sottili o polverulenti. I rivestimenti comuni includono e-polilisina, silano, resine epossidiche o anche oro.

## Montaggio
Il montaggio di campioni su vetrini da microscopio è spesso fondamentale per una corretta visualizzazione. Il problema è stato oggetto di molta attenzione negli ultimi due secoli ed è un'area ben sviluppata con molte tecniche specializzate e talvolta piuttosto sofisticate. I campioni vengono spesso tenuti in posizione utilizzando i vetrini coprioggetto di vetro più piccoli.
La funzione principale del vetrino coprioggetto è di mantenere i campioni solidi pressati in piano e i campioni liquidi modellati in uno strato piatto di spessore uniforme. Ciò è necessario perché i microscopi ad alta risoluzione hanno una regione molto stretta all'interno della quale si concentrano.
Il vetro di copertura ha spesso molte altre funzioni. Mantiene il campione in posizione (o per il peso del vetrino coprioggetto o, nel caso di un supporto bagnato, per la tensione superficiale) e protegge il campione dalla polvere e dal contatto accidentale. Protegge la lente dell'obiettivo del microscopio dal contatto con il campione e viceversa; nella microscopia a immersione in olio o nella microscopia a immersione in acqua il vetrino coprioggetto impedisce il contatto tra il liquido di immersione e il campione. Il vetrino coprioggetto può essere incollato al vetrino in modo da sigillare il campione, ritardando la disidratazione e l'ossidazione del campione e anche prevenire la contaminazione. Sono in uso numerosi sigillanti, inclusi sigillanti commerciali, preparazioni di laboratorio o persino normali smalti per unghie trasparenti, a seconda del campione. Un sigillante privo di solventi che può essere utilizzato per campioni di cellule vive è il "valap", una miscela di vaselina, lanolina e paraffina in parti uguali. Le colture microbiche e cellulari possono essere coltivate direttamente sul vetrino coprioggetto prima di posizionarlo sul vetrino e i campioni possono essere montati in modo permanente su quest'ultimo anziché sul vetrino.
I coprioggetto sono disponibili in una gamma di dimensioni e spessori. L'utilizzo di uno spessore errato può causare aberrazioni sferiche e una riduzione della risoluzione e dell'intensità dell'immagine. Gli obiettivi speciali possono essere utilizzati per l'immagine di campioni senza vetrini coprioggetto o possono avere collari di correzione che consentono all'utente di adattarsi a uno spessore del vetrino coprioggetto alternativo.

### Montaggio a secco
In una montatura a secco, il tipo più semplice di montaggio, l'oggetto viene semplicemente posizionato sul vetrino. Un vetrino coprioggetto può essere posizionato sulla parte superiore per proteggere il campione e l'obiettivo del microscopio e per mantenere il campione fermo e premuto in piano. Questo supporto può essere utilizzato con successo per visualizzare campioni come polline, piume, peli, ecc. Viene anche utilizzato per esaminare le particelle catturate in filtri a membrana trasparenti (ad esempio nell'analisi della polvere nell'aria).

### Montaggio umido o montaggio temporaneo
In una montatura umida, il campione viene posto in una goccia d'acqua o altro liquido trattenuto tra il vetrino e il vetrino coprioggetto dalla tensione superficiale. Questo metodo è comunemente usato, ad esempio, per visualizzare organismi microscopici che crescono nell'acqua dello stagno o in altri mezzi liquidi, specialmente quando si studia il loro movimento e comportamento. È necessario prestare attenzione per escludere le bolle d'aria che interferirebbero con la visualizzazione e ostacolerebbero i movimenti degli organismi. Un esempio di una montatura umida temporanea è una montatura di lattoferrina, che fornisce sia un montaggio del campione, sia una colorazione fucsina.

### Montaggio preparato o montaggio permanente
Per la ricerca patologica e biologica, il campione viene solitamente sottoposto a una complessa preparazione istologica che prevede il fissaggio per prevenire il degrado, l'eliminazione dell'acqua in esso contenuta, la sostituzione dell'acqua con la paraffina, il taglio in sezioni molto sottili mediante un microtomo, il posizionamento delle sezioni su un vetrino da microscopio, colorando il tessuto utilizzando varie colorazioni per rivelare componenti specifici del tessuto, liberando il tessuto per renderlo trasparente e coprendolo con un vetrino coprioggetto e un mezzo di montaggio.

### Montaggio disseminato
Il montaggio disseminato descrive la produzione di vetrini per microscopio palinologico sospendendo un campione concentrato in acqua distillata, posizionando i campioni su un vetrino e lasciando evaporare l'acqua.

### Mezzo di montaggio
Il mezzo di montaggio è la soluzione in cui è incorporato il campione, generalmente sotto un vetro di copertura. I liquidi semplici come l'acqua o il glicerolo possono essere considerati mezzi di montaggio, sebbene il termine si riferisca generalmente a composti che si induriscono in un supporto permanente. I mezzi di montaggio più diffusi includono Permount, e il mezzo di montaggio di Hoyer e una gelatina di glicerina alternativa. Le proprietà di un buon mezzo di montaggio includono l'avere un indice di rifrazione vicino a quello del vetro (1.518), non reattività con il campione, stabilità nel tempo senza cristallizzare, scurire o modificare l'indice di rifrazione, solubilità nel mezzo in cui è stato preparato il campione (acquoso o non polare, come xilene o toluene).

#### Esempi di supporti di montaggio

##### Acquoso
Popolarmente utilizzato nella citochimica immunofluorescente in cui la fluorescenza non può essere archiviata. La conservazione temporanea deve essere effettuata in una camera umida e buia. Esempi comuni sono:
1. Glicerolo-PBS (9:1) con anticatura, ad es. uno qualsiasi dei seguenti[26]
  1. p-fenilendiammina
  2. gallato di propile
  3. 1,4-Diazabicyclo (2,2,2)-ottano (DABCO) (molto popolare)
  4. Acido ascorbico
  5. Mowiol o Gelvatol
2. Gelatin
3. Mount
4. Vectashield
5. Prolong Gold
6. CyGEL/CyGEL Sustain (per immobilizzare cellule e organismi viventi, non fissati)

##### Non acquoso
Usato quando è richiesta una cavalcatura permanente
1. Permount (toluene e un polimero di a-pinene, b-pinene, dipentene, b-fellandrene)
2. Balsamo del Canada
3. DPX (D istrene 80 – un polistirene commerciale, un plastificante ad esempio diisobutilftalato e xilene)
4. DPX new (con xilene ma privo di diisobutilftalato cancerogeno)
5. Entellan (con toluene)
6. Entellan new
7. Hempstead Halide Hoyer's Medium (una formulazione proprietaria del tradizionale mezzo di Hoyer contenente il 60% di cloralio, ma priva di noti cancerogeni)
8. Neo-Mount (compatibile con alifatico di marca Neo-Clear ma non compatibile con solventi aromatici come lo xilene)

## Altri significati di "montaggio"
Contrariamente al montaggio necessario per i vetrini coprioggetto, è possibile eseguire un montaggio in qualche modo simile per la conservazione di campioni più voluminosi in contenitori di vetro nei musei. Tuttavia, viene eseguito un tipo di montaggio completamente diverso per la preparazione del campione, che può essere per materiali biologici o non biologici ed è ulteriormente suddiviso in processi di montaggio di tipo "caldo" (compressivo) e "freddo" (colabile). Sebbene chiamato "montaggio", è più simile all'incorporamento nell'istologia e non deve essere confuso con il montaggio che riguarda il vetrino portaoggetti. Il termine "montaggio" in altri campi ha numerosi altri significati.

## Galleria d'immagini

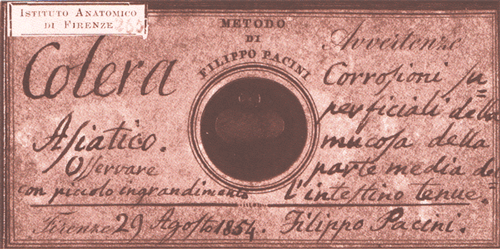
Un vetrino da microscopio preparato nel 1855 contenente campioni di riferimento della mucosa interna dell'intestino tenue di una vittima di colera.
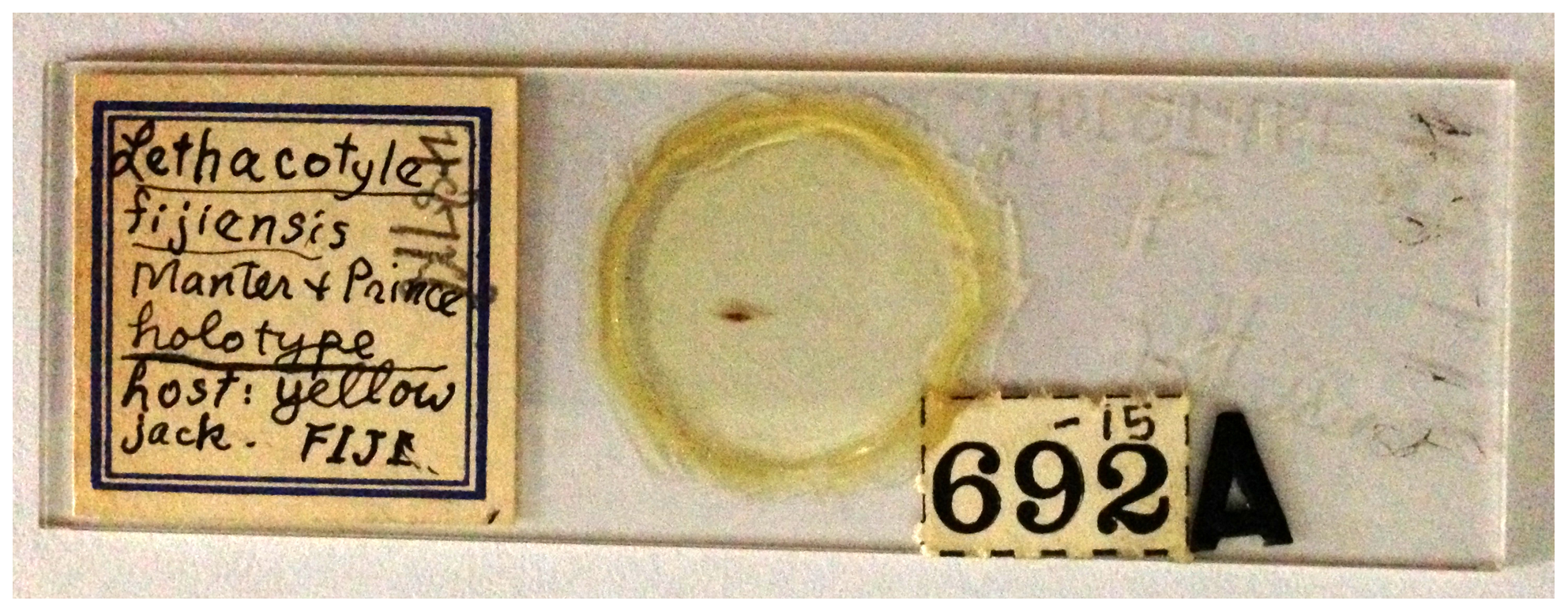
Vetrino con esemplare olotipico del 1953 di un verme Lethacotyle fijiensis montato permanentemente nel balsamo del Canada.
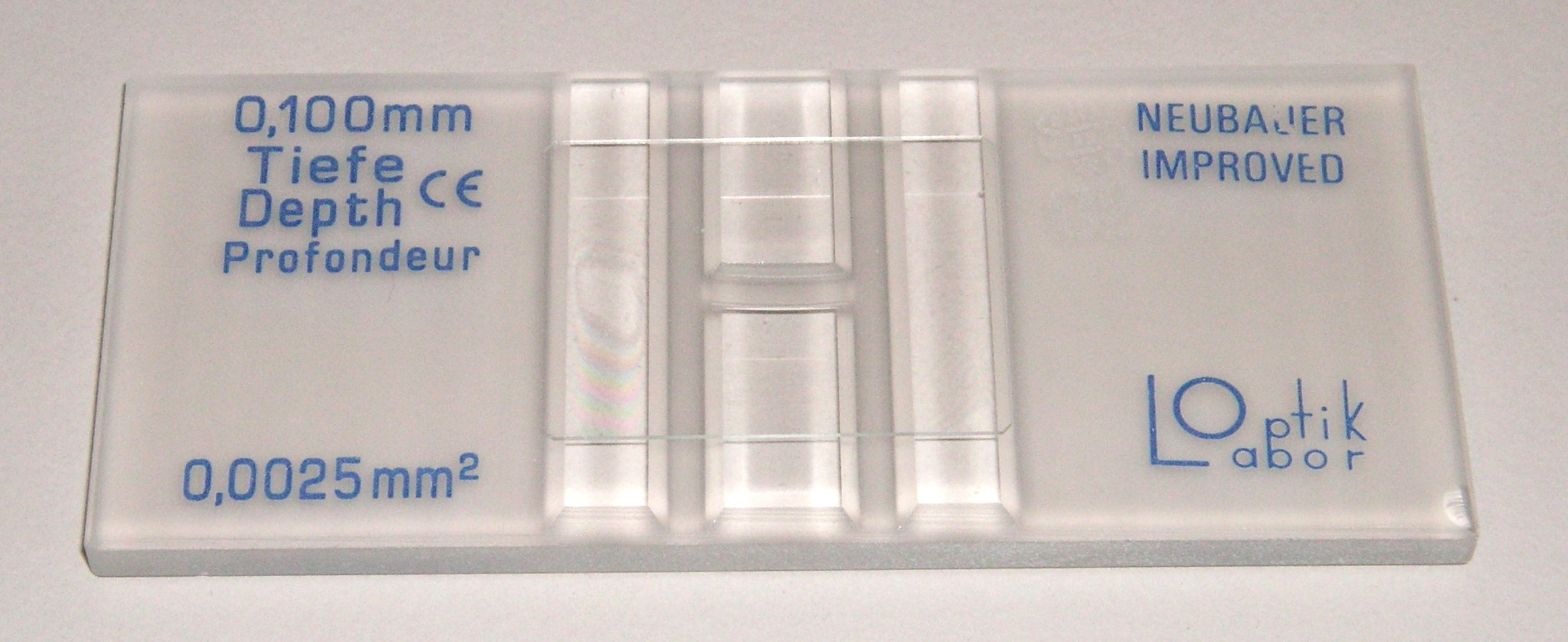
Un vetrino Neubauer per il conteggio delle cellule.
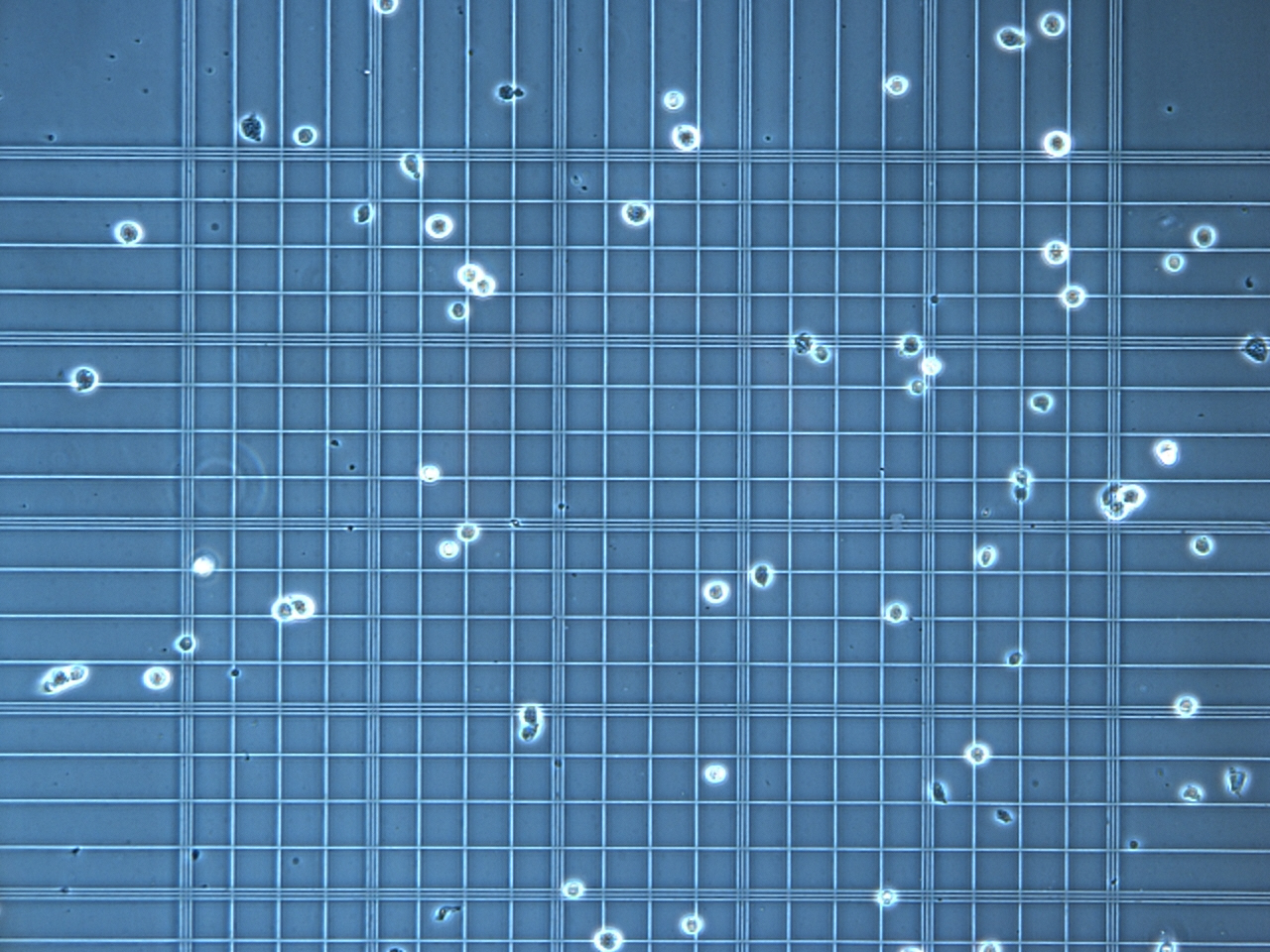
Immagine al microscopio del reticolo di un vetrino Neubauer utilizzato per contare le cellule.
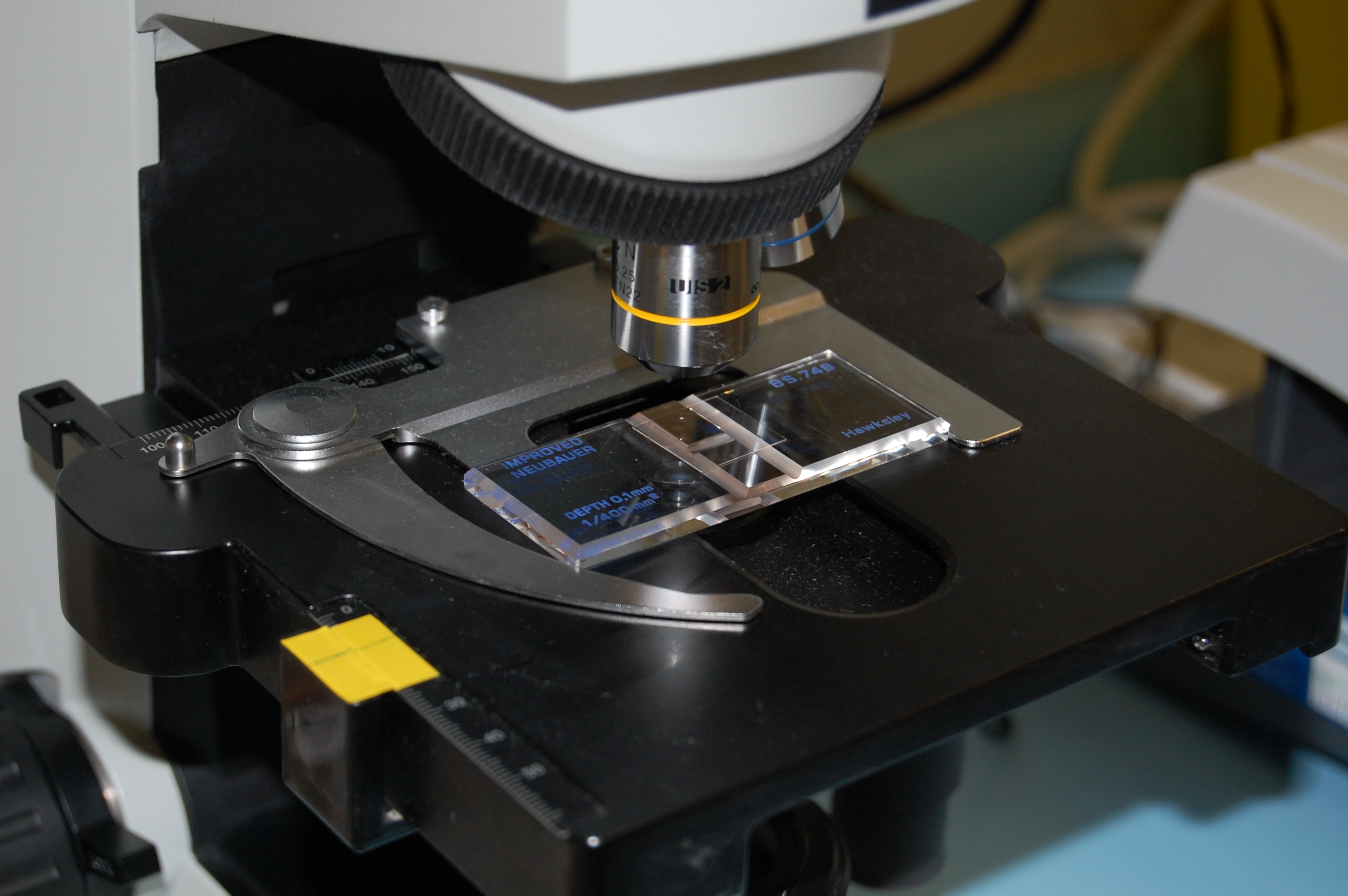
Un vetrino Neubauer tenuto in posizione su un supporto per microscopio da un morsetto per vetrini.
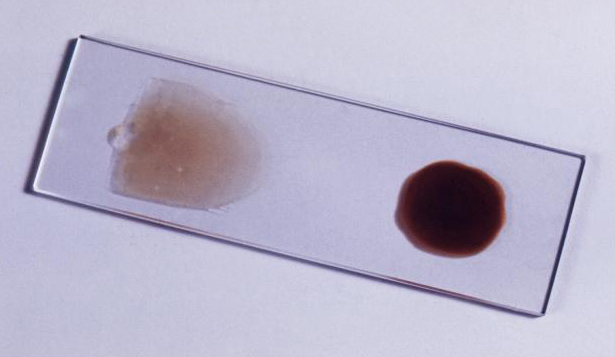
Macchie di sangue per esame patologico, un esempio di montatura umida.
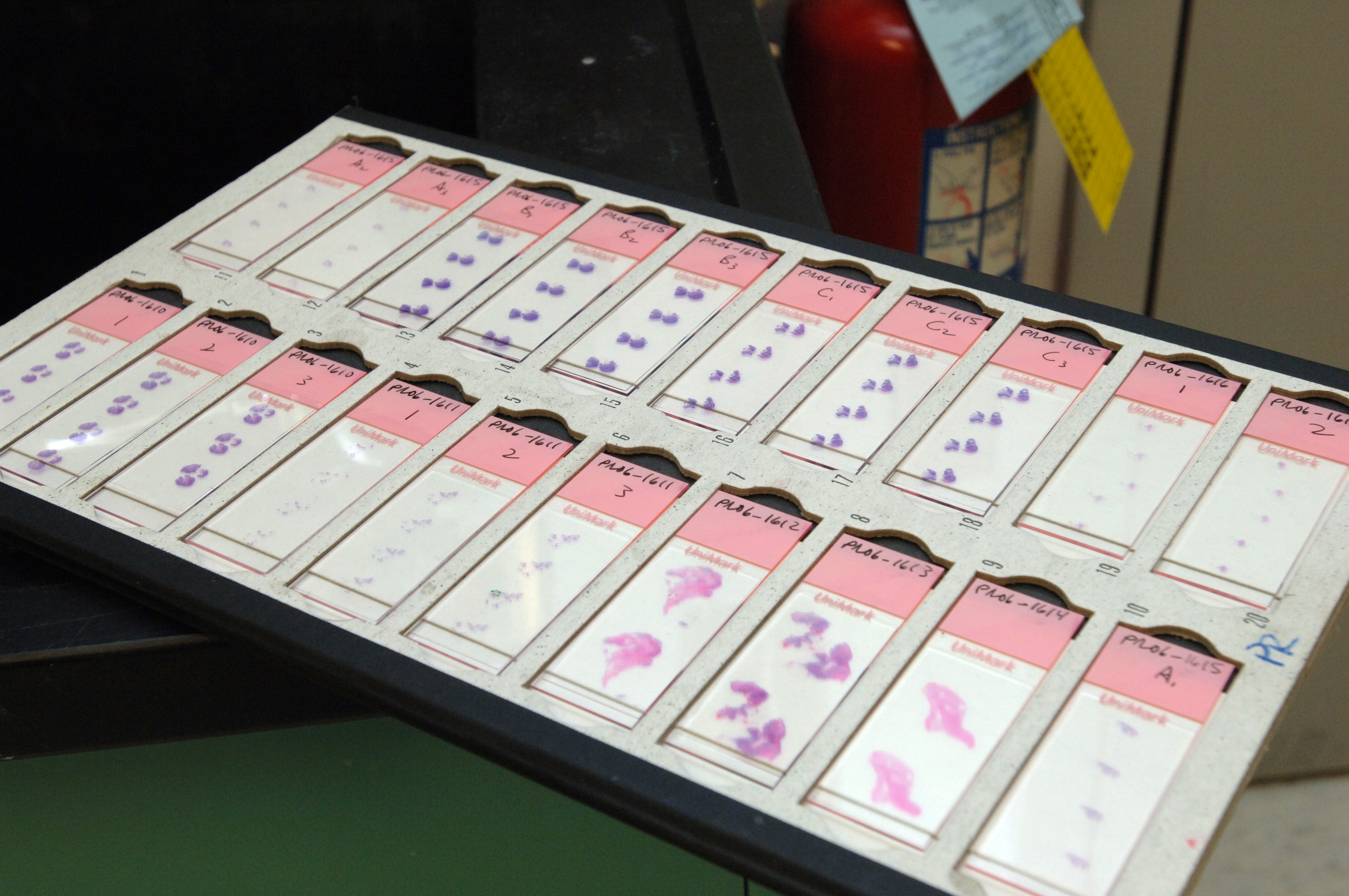
Vetrini per microscopio con campioni di tessuto preparati, colorati ed etichettati in una cartella standard da 20 vetrini.
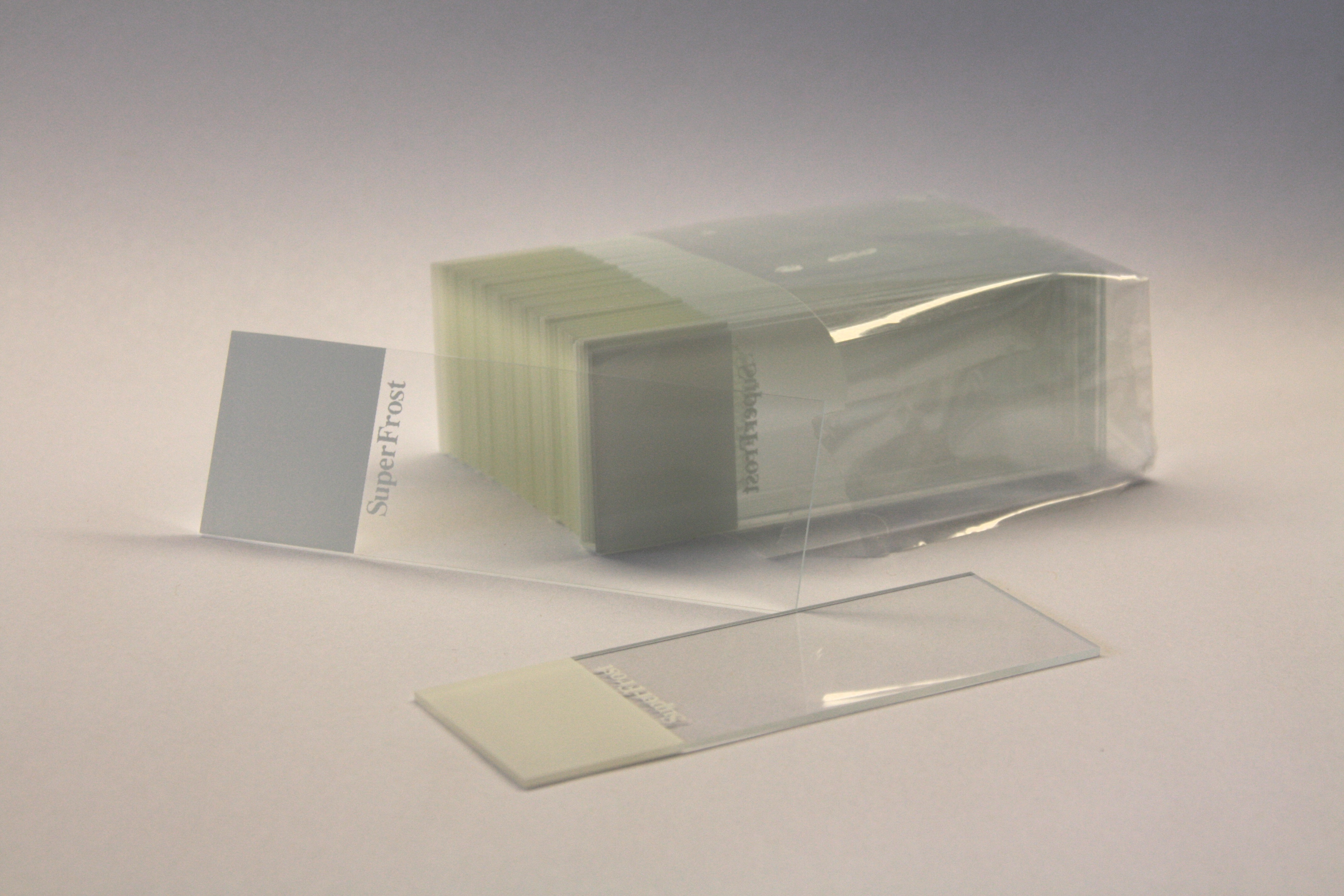
Un set di vetrini da microscopio standard da 75 x 25 mm. L'area bianca può essere scritta per etichettare la diapositiva.